# Мирзапур (подокруг)
Мирзапур (бенг. মির্জাপুর, англ. Mirzapur) — подокруг в центральной части Бангладеш. Входит в состав округа Тангайл. Административный центр — город Мирзапур. Площадь подокруга — 373,89 км². По данным переписи 1991 года численность населения подокруга составляла 337 496 человек. Плотность населения равнялась 903 чел. на 1 км². Уровень грамотности населения составлял 32,9 %. Религиозный состав: мусульмане — 85,29 %, индуисты — 14,61 %, христиане — 0,05 %, прочие — 0,05 %.